# 주민하
주민하(周旻荷, 본래 1986년 1월 5일 음력 1985년 12월 ~ )는 대한민국의 여성 배우이다. 
- 국민대학교 경제학부를 졸업하였다.

- 2004년 1월 북아메리카 미국으로 이민 하고 이주 하고 미국 로스엔젤레스 연극배우 데뷔 하였다.
- 2005년 7월 아시아 대한민국으로 2년만에 돌아 온뒤였다.
- 2005년 9월 대한민국 대전 연극배우 데뷔 이전 하고 2년만에 바뀌고 데뷔 하였다.
- 2006년 아시아 대한민국 서울 《성장드라마 반올림#3》 데뷔 통해 정식 데뷔 하였다.

## 학력
- 2004년 국민대학교 경제학부 졸업

## 출연 작품

### 영화
- 《나의 노래는》 (2008년) - 민하 역
- 《해운대》 (2009년) - 모텔 여 역(단역)
- 《뭘 또 그렇게까지》 (2010년) - 김유정 역
- 《자칼이 온다》 (2012년) - 스토커녀 역
- 《노크》 (2012년) - 송성주 역
- 《48미터》 (2013년) - 박희진 역
- 《톱스타》 (2013년) - 연예투나잇 리포터 역(단역)
- 《소녀괴담》 (2014년) - 나라 역 (조연)
- 《스케치》 (2014년) - 미라 역
- 《미씽: 사라진 여자》 (2016년) - 10층 여자 역
- 《야경: 죽음의 택시》 (2017년) - 최기자 역 (주연)
- 《귀신과 함께 춤을》 (2017년) - 귀신 유진 역 (주연)
- 《데스트랩》 (2018년) - 여형사 권민 역 (주연)
- 《디엠지 : 리로드》(2019년) - 북한 영화감독 주호영 역 (주연)

### 드라마
- 《성장드라마 반올림#3》 (2006~2007년, KBS2) - 미술부 선배 역
- 《달자의 봄》 (2007년, KBS2)
- 《내 곁에 있어》 (2007년, MBC)
- 《히트》 (2007년, MBC) - 여고생 역
- 《MBC 베스트극장 - 봉재, 돌아오다.》 (2007년, MBC) - 유선 역
- 《경성스캔들》 (2007년, KBS2) - 소홍 역
- 《깍두기》 (2007년, MBC)
- 《거위의 꿈》 (2009년, OBS) - 연희 역
- 《내조의 여왕》 (2009년, MBC) - 정고운 역
- 《미세스 사이공》 (2009년, KNN) - 티밍 역
- 《결혼해 주세요》 (2010년, KBS2)
- 《노크》 (2012년, MBN) - 송성주 역
- 《참 좋은 시절》 (2014년. KBS2) - 영숙 역
- 《일편단심 민들레》 (2014년, KBS2) - 박춘옥 역
- 《앙큼한 돌싱녀》 (2014년, MBC) - 명품샵 직원 역 (특별출연)
- 《나쁜 녀석들》 (2014년, OCN) - 배지연 역
- 《천국의 눈물》 (2014년, MBN) - 고정은 역
- 《울지 않는 새》(2015년, tvN) - 박성희 역
- 《마녀의 법정》 (2017년, KBS2) - 한정미 기자 역
- 《보이스 2》 (2018, OCN) - 안희진 역
- 《리갈 하이》 (2019, JTBC) - 샤를로테 역
- 《기막힌 유산》 (2020년, KBS1) - 김영지 역

### 방송
- 《tvNGELS 시즌1》 (2006년, tvN)
- 《기적의 오디션》 (2011년, SBS)

### 뮤직 비디오
- 수호 - 〈사랑.. 더하기〉

## 광고
- 아큐브
- 닌텐도 will
- 현대오일뱅크
- SK-T
- 공익광고협의회 캠페인